# ホルボールジエステルヒドロラーゼ
ホルボールジエステルヒドロラーゼ(Phorbol-diester hydrolase、EC 3.1.1.51)は、以下の化学反応を触媒する酵素である。
ホルボール 12,13-ジブチラート + 水{\displaystyle \rightleftharpoons }ホルボール 13-ブチラート + 酪酸
従って、基質はホルボール 12,13-ジブチラートと水の2つ、生成物はホルボール 13-ブチラートと酪酸の2つである。
この酵素は加水分解酵素に分類され、特にエステル結合に作用する。系統名は、12,13-ジアシルホルベート 12-アシルヒドロラーゼ(12,13-diacylphorbate 12-acylhydrolase)である。